# ラブゲッCHU 〜ミラクル声優白書〜
『ラブゲッCHU 〜ミラクル声優白書〜』（ラブゲッチュ ミラクルせいゆうはくしょ）は、日本のテレビアニメ作品。2006年4月 - 9月にテレビ東京系列局3局で放送された。また、AT-Xでも2006年8月 - 2007年1月に放送された。

## 概要
携帯アプリとして配信された同名の恋愛シミュレーションゲームを元に制作されたメディアミックス作品で、声優を志す少女たち5人の物語をお色気、ドタバタのコメディタッチで描いている。
本作では実際に新人の声優たちが数人メインキャストに組み込まれており、そして彼女たち新人声優を育て上げていく役や人気声優の役などを往年のベテラン声優たちが声を演じている。

## ストーリー
声優業に就き、憧れの声優と共演することを夢見ている主人公・苺原桃子は、業界屈指の声優事務所「ラムダ・エイト」の養成所オーディションを受けるため、京都からはるばる東京へやって来た。
オーディションに見事合格し、晴れて養成所の一員となるも、実際にプロの声優になるためのレッスンが開始されるとその厳しさに桃子は驚く。そして養成所で桃子は同年代の4人の女性声優志望者たちと知り合う。変わった前歴を持つ者や個性的なポリシーを持つ者などクセ者揃いだが、彼女たちも皆桃子と同様、それぞれの思いを胸に声優を目指している。
そんな彼女たちが共に厳しいレッスンや幾多の試練を乗り越え、一人前の声優を目指してゆく。

## 登場人物

### 主要人物
苺原 桃子（いちはら ももこ）
声 - 高本めぐみ
本作の主人公。18歳→20歳。養成所16期生（シスタ・シスターズ）の一人。幼い頃剣道をやっていた。
声優事務所「ラムダエイト」の養成所オーディションを受ける為、京都からはるばる東京へ上京してきた。その後審査無しで持ち前の超大声と腹筋で一発合格してしまう。数日後アニメ製作の鍵本社長と出会いアルバイトとして雇われる。その後もバイトをこなしつつ声優研修生としてレッスンを受けアニメの声優へと成長していく。
特技は超大声の持ち主で、周囲の物やガラスなど破壊するほどの力を持っている為目覚まし代わりにされるのもシバシバ。性格は天然系ドジ娘で興奮すると訛りと方言が出る癖がある。お調子者で思い込みの激しい性格だが、その前向きな行動力は周囲に良い影響を及ぼすこともある。天音と同じく早口言葉と漢字書き取りが苦手（意識する事で動揺を誘い失敗の要因となる）だが、本番で別人と化しクリアしてしまうなど本番に強い様子。無理、無駄の言葉を嫌う。
携帯電話のストラップにスケラブの登場キャラクターであるストラップ人形「ウサマル」を肌身外さず持ち歩き何かと「ウサマル」にさん付け（ウサマルさん）で話しかけている。
13歳の時に放映されたアニメ「スケーター伝説・愛」（スケーターでんせつ ラブ、通称「スケラブ」）の中でコーチ役の声を演じていた声優・一ノ瀬水斗の大ファン。
物語の後半（2クール目）以降アタリに対しての自身の恋する気持ちを知り、祐理花やアタリに対する恋と友情との葛藤で思い悩むが、自身の素直な気持ちでありたい為祐理花にアタリが好きだった事を告白し祐理花に恋のライバルとして宣戦布告するが、数日後アタリから祐理花と付き合う事を告白されてショックを受ける。その後は祐理花を応援する事となるが、アタリと祐理花の二人が抱き合っているのを偶然目撃してしまい精神的ストレスとショックで声優としての声を失い（日常的な普通の会話は喋れる）声優を辞める事を誓うが、偶然江戸川久時と出会い急遽代役として「チャイルドガールズ」のイベント会場にて演劇する事となるが、仲村夕海の厳しい言葉や観客からの励ましの言葉で失った声を克服し新たな目標として「スケラブ2」のヒロイン役のオーディションを受ける事を決める。その後「スケラブ2」のヒロインオーディションの無人島会場にて祐理花からアタリと別れた事を聞かされる。その後遊園地のデートでアタリから告白され、数日後公園で返事としてアタリに告白をした。
最終局面にて「スケラブ2」のWヒロイン役の与那嶺愛を演じる事となった。
真栄田 アタリ（まえだ アタリ）
声 - 高橋直純
アニメーター。20歳。武蔵野館の住人。祐理花とは従兄妹で幼馴染。性格は優柔不断で短気。
桃子との初対面時に電車内で痴漢と勘違いされる。恋や恋愛に対して奥手で女性に攻められる事に弱い。
幼い頃ドラゴンコーラーが大好きだったが、当時小学3年生の夏以来無くなり、幻のコーラーとなった。そして祐理花から岐阜のイベントで偶然見つけた幻のコーラーを土産として手渡され、十数年振りに祐理花と共にコーラーの味を堪能した。後にちょっとした事で祐理花とキスしそうになったが、小学生の悪ガキ三人に邪魔をされ未遂で終わる。職場で疲労と過労により倒れ病院に入院するが数日後退院し同僚から回帰祝いを受け帰りの自宅前で祐理花と出会う。酒の飲み過ぎで祐理花を桃子と思い違いして酒の勢いより祐理花を抱きついてしまい、祐理花を抱いたと誤解してしまう。素面に戻った事で自分の過ちの責任を取る為、桃子と別れ祐理花と付き合うが、互いの思いにすれ違いが生じ、結局上手く行かず二人は最後で別れる事を決める。その際、祐理花の口から祐理花を抱いた事は誤解だった事を聞かされ、その後桃子との遊園地でのデートで告白をし、数日後に公園で返事として桃子から告白を受ける。
佐々木 祐理花（ささき ゆりか）
声 - 落合祐里香
養成所16期生（シスタ・シスターズ）の一人。18歳。留奈や翼の友人。アタリとは従兄妹で幼馴染（片思い）。負けん気が強く積極的。マルチ系のアイドル声優に憧れている。のちに桃子とはアタリに対して恋のライバルとなる相手。
幼い頃アタリと互いの夢の実現を約束を果たす為に声優の道を目指す。
声優オーディション会場で桃子と初めて出会い友達になり、桃子が寝泊りに困っているのを見兼ねて武蔵野館を紹介した。早口言葉が得意。ピンクの髪、ショートのツインテール。
黒岩社長から声優の引き抜きの話を持ちかけられるが、一日でも声優へのデビューしたく（幼い頃アタリと夢の実現をする約束をした）あせっていた事で黒岩社長と契約を結ぶが、後で騙された事に気づき間一髪でエリ社長とアタリや桃子に救い出された。
物語の後半（2クール目）以降アタリに対して想いが強くなった事で積極的にアプローチして行く。数日後桃子からアタリが好きだった事を聞かされ桃子を恋のライバルとして意識する。その夜酔っ払ったアタリを酒の好日を利用し祐理花を抱いたと嘘をつき（別れ際に白状する）アタリと付き合う事になるが、アタリとの会話で必ずスケラブ（桃子とアタリとの会話のメイン）が出てくる事に不満を募らせていった。アタリとの温泉旅行の約束の日にアタリに仕事が舞い込んで行けなくなった事を一度は輪了承するが、「スケラブ2」の仕事を聞いた途端「スケラブ」に腹を立てアタリを強引に温泉旅行を誘うが、約束当日アタリから別れを切り出されるが、聞く事を恐れた祐理花はその場を逃げ出す。気持ちの整理が付いた事でアタリを呼び出し互いに別れる事を話し合い再び従兄妹として戻った。その後「スケラブ2」のヒロインオーディションの無人島会場にて桃子にアタリと別れた事を話した。
小野寺 翼（おのでら つばさ）
声 - 坂本梓馬
養成所16期生（シスタ・シスターズ）の一人。18歳。祐理花の親友。男性役の声優一筋に憧れている。大原平蔵の熱烈なファン。
スポーツ大好き少女でローラースケートで出勤。ブルーの髪でボーイッシュ。一人称は「僕」。
若手声優の新庄アキラに恋をしデートをする事になるが、新庄が女性だった事で失恋する事となったが、この一件で男性役や女性役を演じる切っ掛けとなった。
祐理花に彼氏（アタリ）が出来たのを誰よりも喜んだ。
鈴木 りんか（すずき りんか）
声 - 新谷良子
養成所16期生（シスタ・シスターズ）の一人。18歳。同人ゲームのアイドル声優（アニメの声優とは異なる）。同人ゲームの友達に頼まれ始めた声優だけど、色んなキャラクターになれて好きなり声優の言葉に魅かれ軽い気持ちで声優オーディションを受けたが、自分の思い描くのと掛け離れていた。その事で苦悩する事になるが、桃子や仲間達の厚い友情の支えにより乗り越える。性格は大人しく初対面や人前ではすぐ緊張してしまうが世話焼きな一面を持つ。パソコンが得意だが、運動やスポーツ関係は苦手。眼鏡が特徴。ウグイス色の髪。
物語の後半（2クール目）の第19話で、江戸川久時の退職と同時に江戸川の会社に移籍する。声優と歌を歌う事が好きだった事で移籍しアイドル声優を目指す。
大原 天音（おおはら あまね）
声 - 山本麻里安
養成所16期生（シスタ・シスターズ）の一人。19歳。大原財閥の娘で車にて出勤。グラビアアイドル。ルックスを武器に声優になる事を望むが、技術が未熟な為エリ社長から指摘をうける。早口言葉と漢字書き取りが苦手。水色の髪、ロングヘアー。
父親の進めでグラビアアイドル（父が娘を女優にする為の目論み）になったが、自分の力だけで勝負したいが為に父親に内緒でアニメの声優の道を進んだ。その後も反対されたが、桃子から勇気を貰い声優に対しての熱意を父親の平蔵に思いをぶつけその後天音が声優になる事を許された。
感が鋭く桃子が祐理花やアタリの恋の一件で落ち悩んでいる事をいち早く感じ取り親友として桃子を気づかった。
北条 きよか（ほうじょう きよか）
声 - こやまきみこ
大原天音に仕えるメイド長。性格は物静かで大人しく、感動屋で泣き虫。ピンクの髪、三つ編みとロール状に束ねている。
声優研修生ではないが、大原天音の付き人としてメインレギュラー登場している。なお物語後半以降（2クール目）からは桃子、アタリ、祐理花との恋愛をメインに話が進む為北条きよかの出番が少なくなっている。
番外編で4人のきよか部隊（赤、青、黄、緑）を構成した。
仲村 夕海（なかむら ゆみ）
声 - 榎本温子
ラムダエイトの若手アイドル声優にして稼ぎ頭。25歳。桃子のライバル。運動神経抜群でマラソン駅伝大会の優勝の経歴を持つ。アドリブや創作芝居など多才に演じ分けるのを得意する。黄色の髪にツインテール。
若手アイドル声優にしてプロ級の実力者だが、声優魂がある為プライドが高い。先輩声優達や大勢のファン達の前では優しく人当たりが良いが、自分以下の後輩や新人達に対して厳しく冷たく接する。その為桃子達新人からは、やな奴と偏見に思われがちだが、桃子達を気遣ったりと心優しい性格でもある。後輩に対して性格状何事も素直になれないのがタマニキズである。またチャイルドガールズイベントで桃子の気転から主役の座を失うなど間抜けな一面を持ち合わせるなど憎めない所がある。
物語の後半（2クール目）の第19話で、江戸川久時の退職と同時に江戸川の会社に移籍する。その後「スケラブ2」のヒロインオーディションにて桃子をライバルとして意識し始める。
最終局面にて「スケラブ2」のWヒロイン役の天地愛を演じる事となった。
物語の前半（1クール目）では出番が少なかったが、物語の後半（2クール目）の「スケラブ2」のヒロインオーディションでは桃子のライバルとしてメインレギュラー登場している。
劇中アニメ「チャイルドガールズ」では美峰マイ（ヒロイン）の声役を演じる。
劇中アニメ「ミスマル」（ヒロイン）の声役を演じる。

### 武蔵野館（アパート）の住人
成田 留奈（なりた るな）
声 - 今井由香
祐理花の友人。皆を家族同様に温かく見守る武蔵野館の管理人。武蔵野館を親子代々守り続けてきた。
苺原桃子の良き理解者で娘のように可愛がっている。桃子とアタリが結ばれるのを待ち望んでいる。
前に恋人の彼氏がいたが5年前に他界し、以後命日の日は必ずお寺に足を運んでいる。
銘菓の人魚焼きが大好き。
川村 麻由（かわむら まゆ）
声 - 真堂圭
女子大生。オシャレには煩い。家賃滞納している様子。黄色かかった髪。
最終回にて声優事務所ラムダエイトのアシンスタントマネージャーになった。
青木 雪也（あおき ゆきや）
声 - 三浦祥朗
スポーツジムのインソラクタ。スポーツバカ。声優の事を知らない。
最終回にて体操のお兄さんになる為オーディションを受ける。
若月 純子（わかつき じゅんこ）
声 - 山田美穂
スナックジュンのママ。日本酒好き。
最終回にて銀座のママになった。
仙台（せんだい）
弁護士目指して司法試験を勉強中。大人しい性格で無口。
最終回にて司法試験を合格し弁護士になる為に寮生活中。

### 声優事務所ラムダエイトの職員
大門 エリ
声 - 三石琴乃
ラムダエイトの女社長。28歳。武宮の元卒業生。気が強く腕っ節が強い。超聴覚の持ち主。
元ベテラン声優。アイドル声優の頃に喉を痛め引退を余儀無くされた過去を持つ。
声優としての魂を持ち研修生に時に指摘したり厳しくあたる。仕事としての甘えを一切許さない冷徹な性格だが、状況に対し慈悲の心も持ち合わせ仲間達を誰よりも大切に思う。祐理花に危機が迫った時に体張って彼女を救いだした。
最終回で一ノ瀬水斗にプロポーズを受け承諾した。
桃子達のオーディション面接官を務めた一人。
劇中アニメ「スケーター伝説・愛」では天宮愛（ヒロイン）の声役を演じる。
一ノ瀬 水斗（いちのせ みなと）
声 - 緑川光
ラムダエイトのベテラン声優。28歳。エリとは親しい間柄。苺原桃子の憧れの人。桃子を呼ぶとき「タカタケガケちゃん」で呼ぶ。桃子の良き相談相手であり桃子のコーチでもある。
普段は優しく人当たりがいいが、レッスンに関しては状況しだいでは表情が一変しスパルタにもなる。エリや武宮以上に最も厳しい。
最終回で大門エリにプロポーズをした。
劇中アニメ「スケーター伝説・愛」ではコーチーの声役を演じる。
劇中アニメ「チャイルドガールズ」では炎寺守（保父仮面）の声役を演じる。
江戸川 久時（えどがわ ひさとき）
声 - 松本保典
ラムダエイトの財務を務める。会社の利益を第一に考えその事で時折エリとの話がすれ違う時がある。
ヤマワキ社長とは友人関係。営業的な仕事の契約からマネージャー的な仕事もこなす。
性格は常に冷静で人当たりがいい。桃子達のオーディション面接官を務めた一人。
会社の資金がかなり厳しかった事で会社の利益を上げる為に桃子達5人を声優からアイドル路線へと傾け特に桃子をアイドル路線強化しようとした。
物語の後半（2クール目）の第19話で、エリ社長に辞表を提出し独立をしアイドル声優事務所の会社を設立する。同時に彼がいなくなった事で桃子達の「シスタ・シスターズ」が解散する事となる。
江戸川の独立が、のちに桃子の立ち直りの切っ掛けを作る事となった。
真鍋 剛（まなべ つよし）
声 - 田坂秀樹
ラムダエイトの社員でアシンスタントを務める。
営業からイベント司会などマネージャー的な仕事もこなす。
性格は大人しい優しい性格。桃子達のオーディション面接官を務めた一人。
武宮 美津子（たけみや みつこ）
声 - 野沢雅子
ラムダエイトのベテラン声優にして養成所の講師。エリの恩師で良き理解者。
多才な声優を育て上げた超一流講師で、鬼講師的スパルタ指導で次々と試練を与える。返事一つや素質の無い者を次々と切り捨ていくなど融通が効かない所があるが、自分を超えて欲しい為の試練としてあえて鬼になっている。マラソン駅伝の熱狂的なファンで、この事も訓練要素に組まれていた事からして抜け目の無い事が言える。
物語の後半（2クール目）以降桃子の声優としての専属マネージャーとなる。
新庄 アキラ（しんじょう アキラ）
声 - 野田順子
声優暦1年の若手の声優で養成所の元卒業生（桃子達の先輩にあたる）。
女性ではあるが声から容姿まで男性に見える為良く男性に間違われる。小野寺翼の初恋の相手。
自身が女性であるのに未だに女性役に縁がなかったが念願かなってようやくオーディションに合格した。

### 声優事務所（他社）の職員
ヤマワキ社長
声 - 井上和彦
名前不明。電気会社の社長。江戸川久時の友人。共同イベントに関するラムダエイトとの共同プロジェクト会社の社長。
田中音響監督
声 - 立木文彦
桃子に駄目だしをするが、桃子の粘り良さに気に入る。
名前不明
声 - 笹川亜矢奈
ベテラン声優の一人。劇中アニメのみ登場。
劇中アニメ「スケーター伝説・愛」では春山ルイ（天宮愛のライバル）の声役を演じる。
長山 雄二（ながやま ゆうじ）
声 - 長島雄一
ベテラン声優の一人。新人には厳しく、性格は負けず嫌い。桃子のドジに足を踏まれる。
劇中アニメ「スケーター伝説・愛」ではピエロ師匠の声役を演じる。
劇中アニメ「チャイルドガールズ」ではゲロンゲロン皇帝（園長先生）の声役を演じる。
鷲田 典夫（わしだ のりお）
声 - 飛田展男
ベテラン声優の一人。
劇中アニメ「チャイルドガールズ」では怪人ウォッシャーと美峰ミノルの声役を演じる。
河合 マリア（かわい マリア）
声 - 川村万梨阿
ベテラン声優の一人。
劇中アニメ「チャイルドガールズ」ではウサケローナ宰相と美峰しずくの声役を演じる。
こうら さとこ
声 - こおろぎさとみ
ベテラン声優の一人。
劇中アニメ「チャイルドガールズ」ではクピクピの声役を演じる。

### アニメ製作会社の職員
鍵本 兼（かぎもと けん）
声 - 志村知幸
アニメ製作会社の社長。アニメータ成りの演出家にして超一流監督。人当たりの良い性格だが、仕事に関しては徹底主義者。丁度人手不足だった事で苺原桃子をアルバイトで雇った。
かつて劇中アニメ「スケーター伝説・愛」の監督だった鍵本が独立して起した会社。
山下 信輔（やました しんすけ）
声 - 立花慎之介
熊野や真栄田の上司。車の運転では人格が変わるが、ドライバーテクニックはかなりの技量の持ち主。
熊野 唯志（くまの ゆうじ）
声 - うえだゆうじ
真栄田アタリの同僚にして友人。苺原桃子にスケラブのサンプルをプレゼントするなど友達同様に接している。

### 大原家関係者
大原 平蔵（おおはら へいぞう）
声 - 若本規夫
大原財閥の頭首にして天音の父親。ドラマ「大江戸大将軍」の主役にして時代劇スター。
娘の天音が声優になる事を大反対し映画「大江戸大将軍」の将軍の娘である天姫役で女優デビューを進めるが、天音の声優に対しての熱意により天音が声優になる事を許す。
自宅は大原城で中はカラクリ屋敷の構造している。またお使いする者は全て女性はメイドに対し男性は忍者の服装を義務付けている。桃子を呼ぶとき「ヘチャムクレ」と言い放つ。
忍者
声 - 小川一樹 / 小林範雄 / 小田敏充
大原平蔵や天音にお使いする忍者集団達。男性のみの集団で女性は含まない（女性はメイドの為）。
アルバイトの人達から忍者の技を持つ者まで様々な人達が揃っている。
北条きよかと仲が良い。新人の女性には、めがなく大の合コン好きの様子。
赤きよか
声 - 石村恵美
番外編に登場。きよか部隊の一人。スポーツ派のメイド。
暇潰しにヨガをしている。大型バイクを乗りこなす事が出来る。
青きよか
声 - 狩野茉莉
番外編に登場。きよか部隊の一人。料理派のメイド。
故郷の納豆鍋が大好き。料理の実力は素人並みの様子。
黄きよか
声 - 金田朋子
番外編に登場。きよか部隊の一人。馬頭琴（モンゴルの民族楽器）を持つメイド。
馬頭琴の実力は素人並みでこっそりと練習中。
緑きよか
声 - 近藤奈保
番外編に登場。きよか部隊の一人。マイペース派のメイド。
紫きよか
声 - 小渕聡子
番外編に登場。メイド姿をした宇宙人で大原家とは一切関係ない。手のひらから電磁波が出る。
大原城の配電盤室に忍び込み配電盤の調査が終わると、空からの光の柱に乗り込み姿を消した。

### その他の登場人物
黒岩 間太郎（くろいわ またろう）
声 - 江原正士
佐々木祐理花に近づき声優事務所の社長と称し引き抜きの話を持ちかけ、ヌード撮影を強行しようとするが、アタリに割り込まれる。その後アタリと桃子により祐理花が救い出され最後でエリ社長に打っ飛ばされた。
正体は悪徳事務所の社長（通称ゴロ）でデビューを称して高額の登録料を騙し取ったり人に言えない怪しい仕事をさせたりと犯罪をも厭わない冷酷非情な人間。手下としてカメラマン（声：陶山章央）を連れている。
ヘンサーチ総統
演じている人の名前は不明。
アニメ「宇宙番町レッドテン」に登場する「銀河優等生連合」のキャラクターの一つ。
イベント会場を間違えて仲村夕海達の「チャイルドガールズ」のイベント会場へ来てしまいアクシデントが起るが、桃子達の気転のアドリブで救われる。

## スタッフ
- 原案 - 小泉まりえ
- 監督 - 東郷光宏
- シリーズ構成 - 不在（第1話 - 第13話）→荒川稔久（第14話 - 第25話）
- キャラクター原案 - 柚月りんこ
- キャラクターデザイン - 高橋成世
- 美術監督 - 片平真司
- 色彩デザイン - 藤木由香里
- 撮影監督 - 中山敦史→西城真
- 編集 - 後藤正浩
- 音響監督 - 田中英行
- 音楽 - 松浦有希
- プロデューサー - 塩入真理絵
- アニメーションプロデューサー - 岩谷能宣
- アニメーション制作 - ラディクスエースエンタテインメント
- 製作 - アリコシステム

## 主題歌
オープニングテーマ
「なないろなでしこ」（第1話〜第23話・第25話）
作詞・作曲 - 井手コウジ / 編曲 - 鎌田雅人
歌 - 高本めぐみ（第1話〜第7話）・Sister×Sisters（高本めぐみ、新谷良子、落合祐里香、坂本梓馬、山本麻里安）（第8話〜第25話）
- 第24話ではエンディングテーマとして使用された（Sister×Sistersバージョン）。

エンディングテーマ
「Cry a little」（第1話〜第23話・第25話）
作詞 - 藤林聖子 / 作曲・編曲 - 今井大介 / 歌 - 中林芽依
挿入歌
「神様=お兄ちゃんっ！」（第13話）
作詞・作曲・編曲 - 松浦有希 / 歌 - Sister×Sisters（高本めぐみ、新谷良子、落合祐里香、坂本梓馬、山本麻里安）

## 各話リスト
第1話〜第13話は第一章、第14話〜第20話は第二章、第21話〜第24話は最終章、第25話は番外編で構成。
| 話数 | サブタイトル                                                                | 脚本       | 絵コンテ                | 演出           | 作画監督                                |
| ---- | --------------------------------------------------------------------------- | ---------- | ----------------------- | -------------- | --------------------------------------- |
| 1    | 桃子声優になりますっ!!                                                      | 砂山蔵澄   | 四谷光宏                | 小坂春女       | 菊池勝也 中原竜太                       |
| 2    | 桃子、新生活スタートですっ!!                                                | 山田靖智   | 後藤象一郎              | 長村伸治       | 中原竜太                                |
| 3    | 桃子、アルバイト始めますっ!!                                                | 砂山蔵澄   | 上原秀明                | 内田信吾       | 津田崇                                  |
| 4    | 桃子、ステージデビューですっ!?                                              | 荒川稔久   | 楳図薫                  | 中山敦史       | 土屋圭                                  |
| 5    | りんか、とにかく走りますっ!                                                 | 山田靖智   | 本多康之                | 長村伸治       | 桜井木の実 服部憲知                     |
| 6    | 翼、女の子になりますっ!                                                     | 砂山蔵澄   | 高田淳                  | 加藤順         | しまだひであき                          |
| 7    | 祐理花、この恋に生きますっ!                                                 | 山田靖智   | 石井久志                | 山田一夫       | 望月謙                                  |
| 8    | 天音、反抗させていただきますっ!                                             | 砂山蔵澄   | 陣野翔成                | 石倉賢一       | 山下敏成                                |
| 9    | 桃子、何か変です!                                                           | 荒川稔久   | 上原秀明                | 岡嶋国敏       | 津田崇                                  |
| 10   | 桃子、作戦成功ステップアップですっ!?                                        | 山田靖智   | 楳図薫                  | 中山敦史       | 森前和也                                |
| 11   | 桃子、先輩に勝ちます!                                                       | 荒川稔久   | 長村伸治                | 中村里美       | 本橋秀之                                |
| 12   | 桃子、初仕事頑張っちゃいますっ!                                             | 山田靖智   | 後藤象一郎              | 神崎ユウジ     | 望月謙                                  |
| 13   | わたしたち、アイドルやりますっ!!                                            | 砂山蔵澄   | 高田淳                  | 長村伸治       | 服部憲知、山下敏成 渡辺由香里、高橋成世 |
| 14   | 桃子、アイドルまっしぐらですっ!                                             | 荒川稔久   | 本多康之 後藤象一郎     | 楳図薫         | 楳図薫                                  |
| 15   | 桃子、このままいって、いいんです…か?                                        | 山田靖智   | 上原秀明                | 岡嶋国敏       | 津田崇                                  |
| 16   | 桃子、当たって砕けろですっ!                                                 | 伊藤美智子 | 長村伸治                | 西村大樹       | 石田啓一 本橋秀之                       |
| 17   | 桃子、すれ違いの恋ですっ!                                                   | 荒川稔久   | 高田淳                  | 神崎ユウジ     | 江原康之                                |
| 18   | 桃子、とにかく笑うしかないですっ!                                           | 山田靖智   | 岡嶋国敏 本多康之       | 小林孝志       | しまだひであき                          |
| 19   | 桃子、もうおしまいですっ!                                                   | 伊藤美智子 | 上原秀明                | 伊藤幸松       | 池下博紀                                |
| 20   | 桃子、さまよいまくりですっ!                                                 | 荒川稔久   | 高田淳                  | 美甘義人       | 大里咲寛                                |
| 21   | 桃子、勝ち残ってみせますっ!!                                                | 砂山蔵澄   | 飯村正之                | 西村大樹       | 石田啓一 本橋秀之                       |
| 22   | 桃子、無人島で愛になりますっ!                                               | 伊藤美智子 | 上原秀明                | 岡嶋国敏       | 津田崇                                  |
| 23   | 桃子、未来へ羽ばたきますっ!                                                 | 山田靖智   | 岡嶋国敏 いまざきいつき | いまざきいつき | 野口孝行 石橋有希子                     |
| 24   | 桃子、ついにやりますっ!!                                                    | 荒川稔久   | 高橋成世                | 高橋成世       | 仲町国司                                |
| 25   | 番外編 桃子、奇妙な物語です… 『偽きよかを探せ!』『管理人・留奈さんの秘密…』 | 伊藤美智子 | いまざきいつき 石倉賢一 | 石倉賢一       | 中原竜太 馬場竜一                       |

## 放送局
| 放送地域   | 放送局     | 放送期間                     | 放送日時                                |
| ---------- | ---------- | ---------------------------- | --------------------------------------- |
| 関東広域圏 | テレビ東京 | 2006年4月4日 - 9月26日       | 火曜 25:30 - 26:00                      |
| 愛知県     | テレビ愛知 | 2006年4月4日 - 9月26日       | 火曜 25:58 - 26:28                      |
| 大阪府     | テレビ大阪 | 2006年4月10日 - 10月2日      | 月曜 25:10 - 25:40                      |
| 日本全域   | AT-X       | 2006年8月6日 - 2007年1月21日 | 日曜 11:30 - 12:00 （リピート放送あり） |

## DVD
2006年11月に、1-13話を収録したDVDボックスが発売されたが、2009年11月現在、14話以降はソフト化されておらず、発売予定もない。
2007年10月に開催された「CEATEC JAPAN 2007」の日立のブースにて、iVDRのデモンストレーションとして全話収録された物が展示された。

## その他

### パチスロ
2009年2月に岡崎産業より発売された。

### ラジオ番組
ゆりしー・梓馬のラブゲッCHUミラクルラジオ
パーソナリティは、佐々木祐理花役の落合祐里香と小野寺翼役の坂本梓馬。

## 『声優になりたい!』スタッフ
- 企画 - 小泉まりえ
- キャラクターデザイン - 柚月りんこ
- シナリオ - 水稀綾